# 索马里临时政府
索馬利亞臨時政府，是由阿里·馬赫迪·穆罕默德在索馬利亞民主共和國解體後成立的臨時政府。在1991年7月15日至21日舉行的1991年吉布地會議之後，阿里·馬赫迪·穆罕默德的總統職位得到承認。阿里·馬赫迪當選為索馬利亞臨時總統，任期兩年，由於吉布地會議賦予阿里·馬赫迪及其政府的合法性，索馬利亞臨時政府得到吉布地、埃及、義大利和沙烏地阿拉伯等國家的承認。
但是索馬利亞南部與北部的各派互相爭奪權力，阿里·馬赫迪並沒辦法完全行使其權利。